# Basilika Unserer Lieben Frau von der immerwährenden Hilfe (Boston)
Die Basilika Unserer Lieben Frau von der immerwährenden Hilfe ist eine römisch-katholische Basilika im Bostoner Stadtteil Mission Hill im Bundesstaat Massachusetts der Vereinigten Staaten. Sie wird auch kurz als Mission Church bezeichnet.
Redemptoristen errichteten im Jahr 1870 eine bescheidene, hölzerne Missionskirche an der Stelle, wo sich heute die Basilika befindet. Die Bauarbeiten am heutigen Gebäude begannen 1878 unter Verwendung des in der Nähe abgebauten Konglomeratgesteins Roxbury Puddingstone. Die Kirchtürme wurden 1910 hinzugefügt. Aufgrund des Fundaments mit Böschung, auf dem die Kirche steht, ragt das westliche Kreuz auf 215 ft (66 m) auf, während der andere Turm 2 ft (1 m) kürzer ist. Die Länge der Kirche beträgt ebenfalls 215 ft (66 m), wodurch das Gebäude perfekte Proportionen aufweist. Die Kirche wurde 1956 durch Papst Pius XII. in den Stand einer Basilika minor erhoben.
Das Gebäude befindet sich an der Tremont Street im Zentrum des Bostoner Stadtteils Mission Hill, dem die Kirche seinen Namen gegeben hat. Daher steht sie auch symbolhaft für den Stadtteil.
In der Basilika fand am 29. August 2009 die Beerdigung des Senators Ted Kennedy statt. Er hatte dort oft gebetet, weil sich die Kirche in der Nähe der Krankenhäuser in der Longwood Medical and Academic Area befindet, wo er kranke und verwundete Familienmitglieder besuchte.